# 蜡皮银耳
蜡皮银耳（学名：Tremella concrescens）是属于银耳目银耳科银耳属的一种真菌，附着生长在阔叶林中的地上腐植土及藓丛等矮小植物上。该种分布于中国、巴西、美国。